# Трновець (Метлика)
Трновець (словен. Trnovec) — поселення в общині Метлика, регіон Південно-Східна Словенія, Словенія.